# Emerik Pavić
Fra Emerik (Mirko) Pavić (Budim, 5. siječnja 1716. – Budim, 15. travnja 1780.) je bio hrvatski književnik i prevoditelj iz Mađarske. Bio je teološki i filozofski pisac, pisac prvoga djela iz estetike među Hrvatima u Ugarskoj, latinist, prevoditelj, povjesničar, a u književnosti se okušao u pjesništvu i nabožnoj književnosti.

## Životopis
Fra Emerik (Mirko) Pavić rodio se u sjevernom ugarskom Podunavlju, u Budimu, 1716. godine. S 18 godina je pristupio franjevačkom redu i to franjevačkoj provinciji Bosni Srebrenoj. Studirao je filozofiju na učilištu u Budimu, a bogoslovlje u Budimu i Osijeku. Te iste predmete je poslije predavao. Predavao je na učilištima u Baji te na Studium Generale u Budimu, gdje je bio najvažnijom osobom novoutemeljene (1757.) franjevačke provincije sv. Ivana Kapistrana te samostanskim gvardijanom u Budimu. Poslije je bio tajnikom Provincije, definitorom i generalnim vizitatorom u Bugarskoj.
Smatra ga se dijelom budimskog kruga hrvatskih franjevačkih pisaca, zajedno s Marijanom Jaićem, Mihovilom Radnićem, Matijom Petrom Katančićem, Grgurom Ćevapovićem, Grgurom Peštalićem, Lovrom Bračuljevićem, Stjepanom Vilovim i ostalima, koji je uvelike pridonio razvitku kulture Hrvata u Ugarskoj u 18. i 19. stoljeću. Od svih njih, Stjepan Vilov je najviše utjecao na Pavića.
Pripadao je "franjevačkoj školi" kasnog jansenizma i obnovnog katoličanstva, kao i franjevac iz iste provincije Ivan Velikanović.
U razdoblju od 1746. do 1780. je uređivao kalendare, jednostavna djela kojom se tijekom 18. i u prvoj polovici 19. st. služilo za stvaranje hrvatske čitateljske publike, razvijanje čitateljskih navika kod socijalno i obrazovno nižih slojeva, kojima su oni bili jedina knjiga u kući i jedino književno štivo. Iako se vjerovalo da nijedan primjerak tih budimskih kalendara nije sačuvan, autor Milovan Tatarin je u radu Jedan zaboravljeni slavonski kalendar iz 18. stoljeća nastojao dokazati da su dva kalendara iz 1766. i 1769. Pavićevo djelo.
Za povijest hrvatskog školstva je značajan što je priredio hrvatsku početnicu, za hrvatsku leksikografiju što je priredio hrvatski rječnik, a za hrvatsku pedagogiju je značajan što je priredio jedan pedagoški priručnik.
1764. je objavio lekcionar na štokavskom narječju hrvatskog jezika.
Autor je prvog priručnika biblijske povijest na hrvatskom jeziku, Ogledalo temelja vire i zakona katoličanskoga iz 1759., kojeg je preveo s njemačkog jezika, a po narudžbi pečuškog biskupa Đure Klime. 1778. je objavio spis Oca poštovanog Goffine ... uređeno knjižestvo.
Poznat je kao osoba koja je dopjevala djelo Andrije Kačića Miošića.
Njemu je u čast Zavod za kulturu vojvođanskih Hrvata nazvao svoju književnu nagradu, nagradu Emerik Pavić.

## Vanjske poveznice
- Oktatási és Kulturális Minisztérium  Arhivirana inačica izvorne stranice od 1. lipnja 2010. (Wayback Machine) Okvirni program hrv. jezika i književnosti za dvojezične škole - Književnost Hrvata u Mađarskoj